# Ambrose Philips
Pour les articles homonymes, voir Philips (homonymie).
Ambrose Philips, né en 1674 dans le Shropshire et mort à Londres le 18 juin 1749, est un poète anglais.
Député d’Armagh au Parlement d'Irlande, Philips s’est fait un nom comme poète par des Pastorales qui furent très goûtées. John Gay a néanmoins ridiculisé ses églogues dans son Shepherd’s Week. On cite, en outre, un poème de l’Hiver (1709), une tragédie imitée d’Andromaque, sous le titre the Distressed Mother (1711), etc.
Il fut le principal auteur du Free thinker (3 vol. in-8°).

## Source
- Gustave Vapereau, Dictionnaire universel des littératures, Paris, Hachette, 1876, p. 1287